# Ahi Bundhnja
Ahi-Bundhnja – w mitologii indyjskiej okresu wedyjskiego wąż z głębin oceanu, zrodzony w mrocznych wodach.